# Baraived (paroisse civile)
Pour les articles homonymes, voir Baraived.
Baraived est l'une des neuf paroisses civiles de la municipalité de Falcón dans l'État de Falcón au Venezuela. Sa capitale est Baraived.

## Géographie
Hormis sa capitale Baraived, la paroisse civile abrite d'autres localités :
- Baraived
- Bocaina
- Carapa
- Charaima
- Maicara (partagé avec Buena Vista)
- Maquigua
- Miraca